# Fluchtdistanz

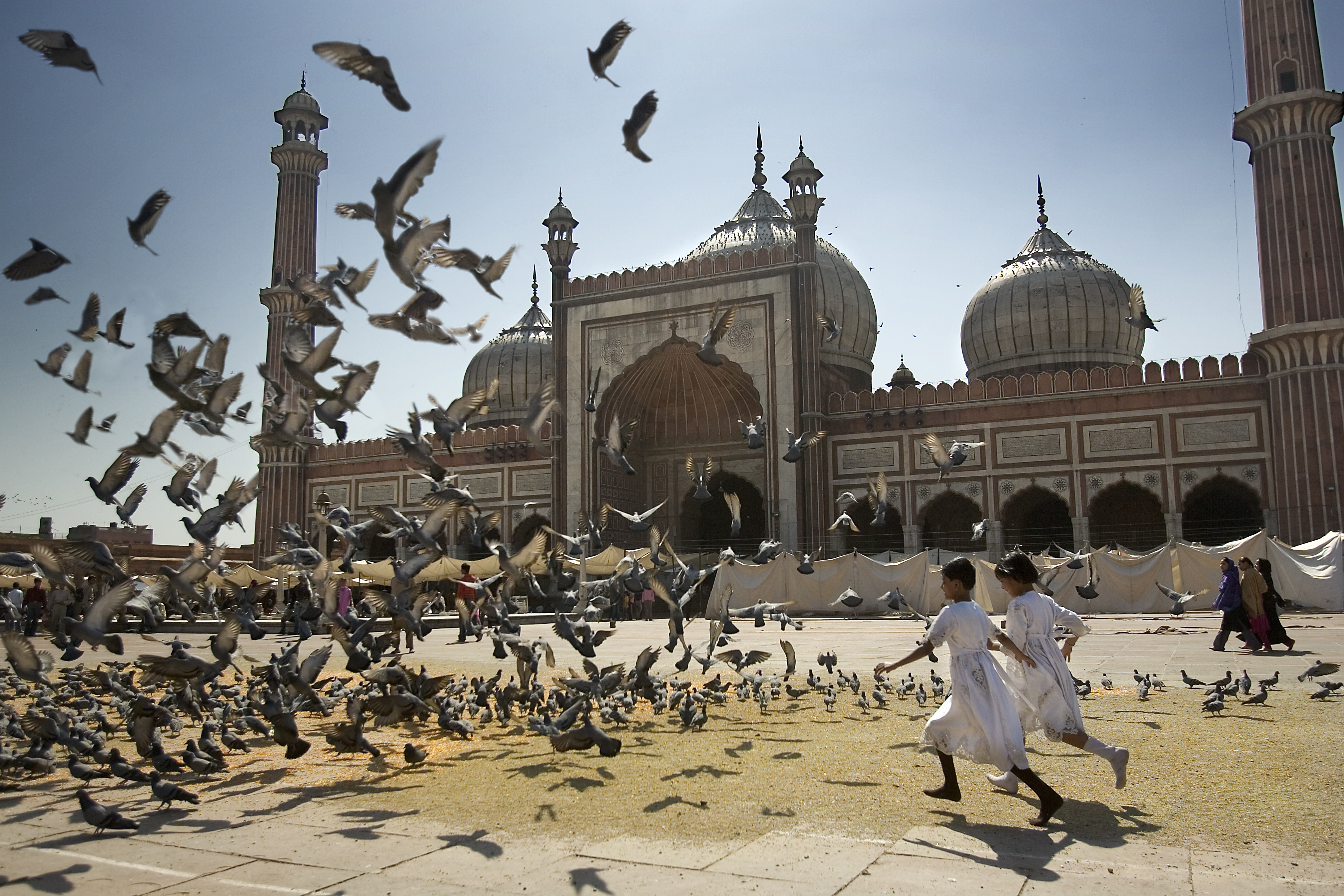
Nach Unterschreitung ihrer Fluchtdistanz auffliegende Tauben

Das Konzept der Fluchtdistanz (englisch flight distance (FID)) wurde von dem Schweizer Zoologen Heini Hediger 1934 formuliert für jenen Mindestabstand, den ein Tier zu einem anderen, potenziell bedrohlichen Lebewesen akzeptiert, ohne vor dem möglichen Angreifer zu fliehen. Tiere mit einer großen Fluchtdistanz gelten umgangssprachlich als „scheu“.

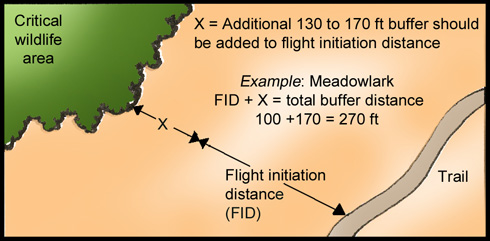
Fluchtdistanz (englisch: flight initiation distance (FID)) plus „X“ als Puffer zwischen einem Wanderpfad (englisch: trail) und Schutzgebiet (englisch: critical wildlife area)

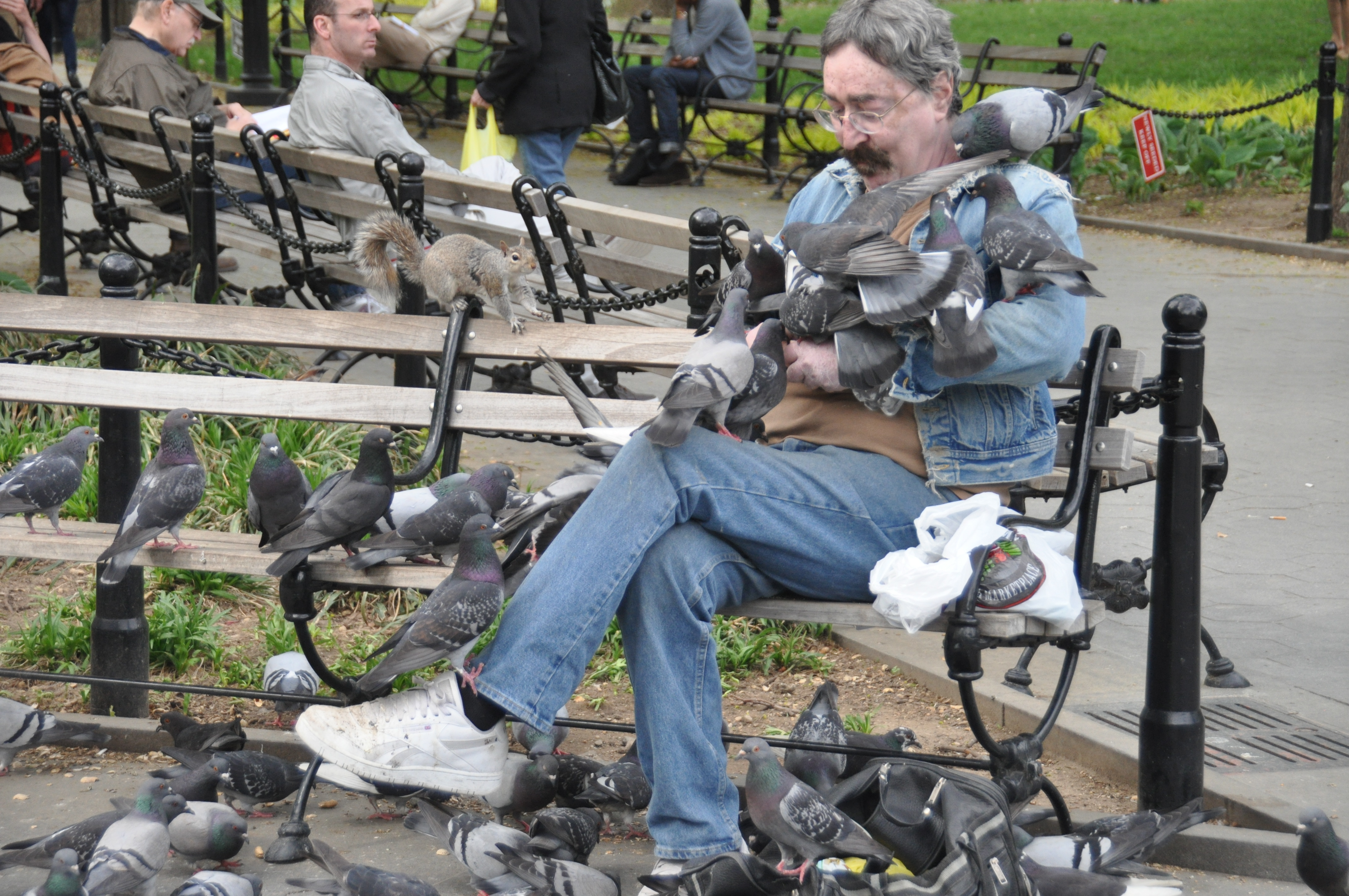
Futterkonditionierte Tauben und ein Grauhörnchen im Washington Square Park, New York

Fluchtdistanz kann aber auch, neben dem Mindestabstand, dessen Unterschreitung eine Flucht auslöst, die durch Flucht zum fluchtauslösenden Objekt hergestellte Distanz bezeichnen.
Die Fluchtdistanz ist in der Regel ein Teil des angeborenen Fluchtverhaltens. Sie kann jedoch durch Erfahrung, zum Beispiel durch das Nachahmen des Verhaltens älterer Tiere der gleichen Art, an die Lebensumstände eines bestimmten Areals angepasst werden. So lernen beispielsweise Wildkaninchen in dicht besiedelten Gebieten rasch, dass von angeleinten, also neben einem Menschen laufenden, Hunden meist keine Gefahr für sie ausgeht (Nationalpark-Effekt). Die Fluchtdistanz ist keine unabhängige physikalische Größe, sondern wird durch verschiedene Faktoren beeinflusst, unter bestimmten Bedingungen kann sie auch ganz anders ausfallen. Die durch Flucht hergestellte Distanz ist zum Beispiel (bei Rentieren) größer, wenn der fluchtauslösende Mensch in größerer Entfernung gesichtet wird, und sie ist im Juli besonders groß, zwischen September und Oktober besonders gering. Je größer eine Rentierherde ist, desto geringer ist die Fluchtdistanz ihrer Mitglieder, und zwar sowohl in Bezug auf den auslösenden Mindestabstand als auch auf die durch Flucht hergestellte Distanz. Die Fluchtdistanz variiert auch nach dem Habitat, der Störquelle, der Häufigkeit von Störungen, der Weise, in der sich ein fremdes Lebewesen nähert, dem Status des ausgesetzten Tieres – z. B. nach Geschlecht und eigener Verfassung (Mutterschaft, Ernährungszustand, Brunft) – und der Fluchtmöglichkeit (Entfernung zu einem Baum im Fall von Grauhörnchen am Boden).
Auch die Fluchtpräferenzen können als Teil der Fluchtdistanz verstanden werden: Flüchtende Rentiere bevorzugten, soweit alle Optionen offenstehen, eine Flucht bergwärts und mit dem Wind gegenüber einem ebenen oder abwärts führenden Fluchtweg oder gegen den Wind.
Die Domestikation von Tieren führt regelmäßig zu einer Verringerung der Fluchtdistanz vor Menschen und anderen Lebewesen, da alle stark fluchtorientierten Individuen rasch den Zuchtgruppen verloren gehen. (H. Hediger wies in diesem Zusammenhang auf die notwendige Nähe beim Melken hin, welche die domestizierte Kuh toleriere.) Aber auch einzelne Wildtiere, die Menschen gewohnt sind, können ihre Scheu so weit vermindert haben, dass sich ein Eichhörnchen im Stadtpark füttern lässt oder ein Bär in einem Nationalpark zudringlich wird.
In engem Bezug zur Fluchtdistanz steht die Aggressionsdistanz (englisch distance of aggression), also der Mindestabstand, den man wahren muss, um nicht angegriffen zu werden.
Fehlender Fluchtdistanz können aber auch psychische Störungen oder gefährliche Erkrankungen zugrunde liegen: So kann eine Tollwuterkrankung zum völligen Verlust von Fluchtimpulsen führen.